# Sudeste (Vietnã)
O Sudeste ou Đông Nam Bộ é uma das 8 regiões do Vietname. As regiões do Vietnã não possuem fins administrativos apenas econômicos e estatísticos.

## Províncias
- Ba Ria-Vung Tau
- Binh Duong
- Binh Phuoc
- Binh Thuan
- Dong Nai
- Cidade de Ho Chi Minh
- Ninh Thuan
- Tay Ninh